# Llengües bàltiques
Les llengües bàltiques són una branca de les llengües indoeuropees parlades actualment al sud-est del Mar Bàltic, d'on reben el nom.
Hom les classifica habitualment en dues branques, l'oriental i l'occidental, aquesta darrera ja extinta:
- Llengües bàltiques orientals:
  - Letó
  - Lituà
  - Curonià†
  - Selià†
  - Zemgalià†

- Llengües bàltiques occidentals:
  - Galindià †
  - Iatvingià †
  - Prussià †

Comparteixen certes característiques morfosintàctiques i fins i tot lèxiques amb les llengües eslaves, raó per la qual a vegades hom engloba les dues branques lingüístiques en una família comuna: les llengües balto-eslaves.
En general presenten un marcat arcaisme que les fa particularment interessants als lingüistes interessats en l'estudi del protoindoeuropeu.